# Nikhil Kanetkar

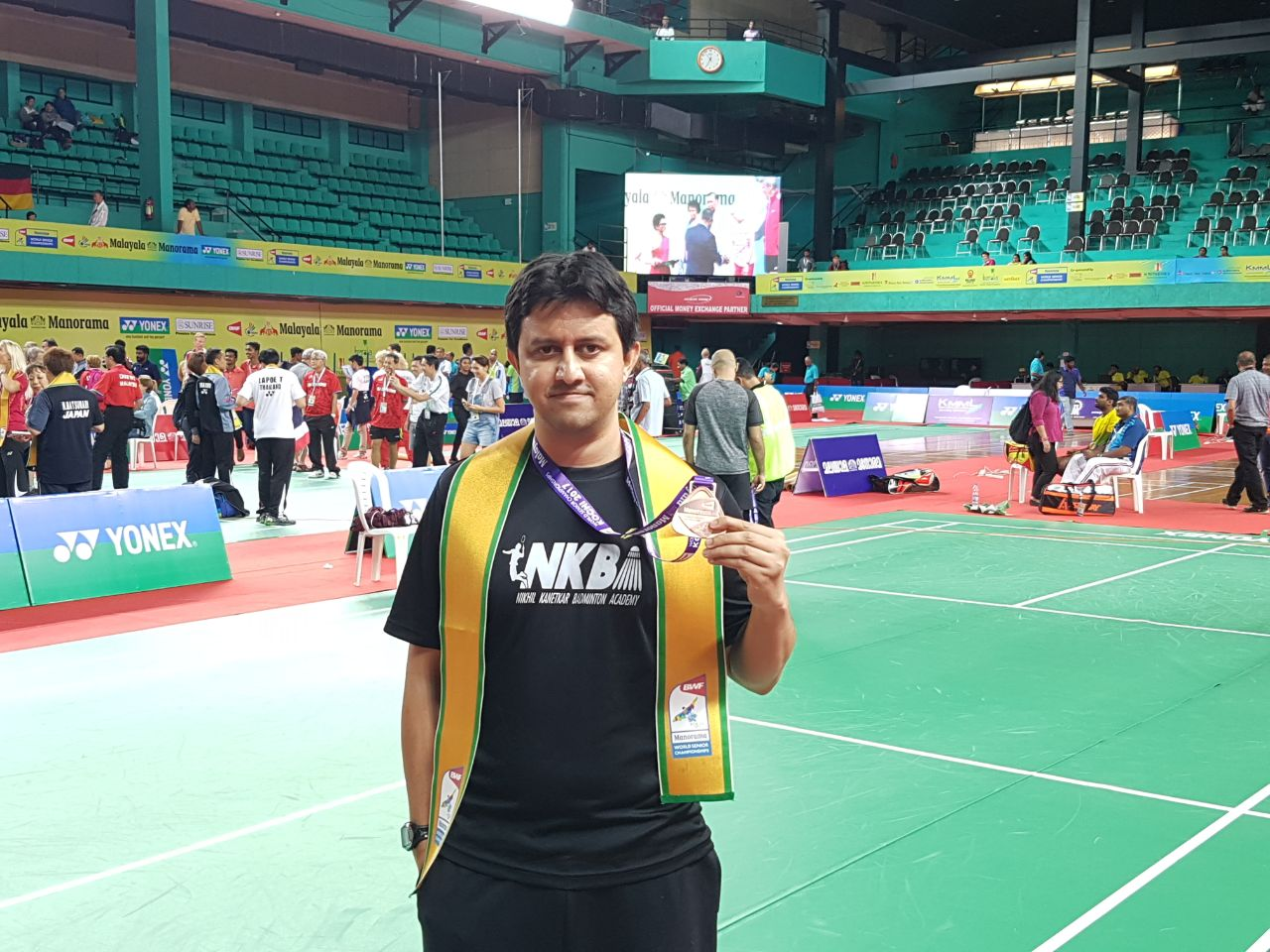
Nikhil Kanetkar, 2017

Nikhil Kanetkar (Marathi निखिल कानेटकर; * 13. Mai 1979 in Pune, Maharashtra) ist ein indischer Badmintonspieler.
Als Mitglied der indischen Nationalmannschaft gewann er die Silbermedaille bei den Commonwealth Games 1998 in Kuala Lumpur. Zweite Plätze in Einzelwettbewerben erreichte er 1999 bei den US Open, 2001 bei den Scottish Open und 2002 bei den Welsh Open. Im Jahr 2003 gewann Kanetkar den Volant d’Or de Toulouse. 
Kanetkar nahm an den Olympischen Sommerspielen 2004 in Athen teil. Hier besiegte er in der ersten Runde den Spanier Sergio Llopis in drei Sätzen, schied aber in der zweiten Runde nach einer Niederlage in zwei Sätzen gegen den Dänen Peter Gade aus.
In der Bundesliga-Saison 2004/05 spielte Kanetkar für den 1. BC Bischmisheim. Sein Einsatz in den Play-off-Halbfinals gegen den EBT Berlin wurde vom Verbandsgericht des DBV für nicht der Bundesliga-Ordnung entsprechend erklärt, woraufhin beide Begegnungen mit 8:0 für Berlin gewertet wurden. 2005 siegte er bei den South Africa International.